# 組織開発
組織開発（そしきかいはつ、英：Organization Development 略称OD）とは、組織の効果性と健全性を高めることを目指した計画的で長期的な変革の実践であり、組織文化や、やる気・満足度・コミュニケーション・人間関係・協働性・リーダーシップ・規範などのヒューマンプロセスに働きかけるための理論や手法の一群である。
1950年代にアメリカで生まれ、日本には1960年代に導入されたが、なかなか全体像が理解されなかったため広く浸透せず、個々のテクニックがバラバラに紹介・導入されていた。組織に焦点をあてて行われるリストラ対して、組織開発は人に焦点をあてたものだが、実際には同時に行なわざるを得ない面がある。

## 概要
クルト・レヴィン、ロバート・F・ベールズらの系譜のTグループ系のリーダーシップ開発の手法と、レンシス・リッカートに始まる、現場の客観的（であることを目指した）調査とサーベイ・フィードバックの2つが主な源流であり、他の組織開発に役立ちそうな様々なテクニックなどが雑然とまとめられ、「組織開発」というくくりで扱われている。
ジョン・デューイなどによる哲学的な基盤があり、集団精神療法の影響を受け、その上に具体的な個々のテクニックの研究があって構成されている。基盤になる哲学部分から「見えないものを見る、今ここを問う、そして振り返る」というテーマが生じており、集団精神療法から集団力学という観点が持ち込まれている。
自己啓発セミナーと同じく、集団精神療法、Tグループ（感受性訓練とおおよそ同一視される）をルーツとし、Tグループのトレーナー達が集団への働きかけの理論やスキルを、企業のミーティングにおけるチーム・ビルディングに応用したことから始まった。Tグループは組織化され、1947年にナショナル・トレーニング・ラボラトリー（National Training Laboratories、NTL Institute）という組織が作られ、企業向けの人材開発として普及した。ナショナル・トレーニング・ラボラトリーのメンバー達は組織開発を発展させたパイオニアであったが、彼らはTグループのトレーナーであり、かつ、集団力学または組織論の研究者だった。エドガー・シャイン、組織開発の豊富な実践を行ったリチャード・ベックハード、X理論とY理論のダグラス・マクレガー、組織学習論のクリス・アージリス、マネジリアル・グリッドを開発したロバート・ブレークとジェーン・ムートン、ワーナー・バークなどがいた。
集団力学の研究から、グループで何が起こっているかを客観的に見える化し、本人たちに返すという研究が行われた。組織開発の源流のひとつとして、ミシガン大学のレンシス・リッカートによって始まった、従業員の仕事のモチベーションやお互いの関係性、コミュニケーション、風土や組織文化など組織・部署で起こっているプロセスを調査し、その分析結果を回答者にフィードバックして、それをきっかけに話し合い解決策を探るというサーベイ・フィードバックの流れがある。これは組織開発の基本的な進め方の基礎となっている。
組織開発の手法として、コーチング、ファシリテーション、チーム・ビルディング、プロセス・コンサルテーション、フューチャーサーチ、ワールドカフェ、アプリシエイティブ・インクワイアリーなどがある。
「人を変える」「人が変わる」ことを扱うため、害悪を生じかねない危うさがあり、「ファシリテーター（トレーナー）の暴走」と「組織開発の質の保証」の問題が初期から存在した。
日本では1960-70年代に組織開発がブームになり、企業戦士を生み出すために感受性訓練（ST）が流行したが、STを理解していなかったり倫理観に問題のある低品質なトレーナー、ファシリテーターもおり、参加者を大勢の前でつるし上げたり、講師が参加者に自己開示が足りないと言って暴力を振るうなど問題が多発し、参加者に精神障害が起きたり、大怪我を負ったり、セミナー中に自殺者が出るなど刑事事件にも発展した。企業向けの低品質な研修は犠牲者が現れてからも下火になることなく、企業は研修を求め続け、時代が変わり企業戦士・モーレツ社員が必要とされなくなるまで続いた。企業のニーズが衰えると、個人向けの自己啓発セミナーが入れ替わるように流行した。低品質なSTと組織開発は混同されるようになり、日本で組織開発は低迷し、それまで注目していた人々も「なかったこと」として扱うようになり、研究もあまり行われなくなった。
日本では、バブル崩壊後、戦略や成果主義の導入、リストラの断行、組織の改組といったハード面の改革がさまざまに行われたが、望ましい成果は得られなかったため、日本企業は人間や人間関係といったソフト面に注目し、リーダーを対象としたコーチング研修やファシリテーション研修を導入した。これも大きな変化を起こすことはできず、新たな方法として組織開発が注目されるようになった。しかし、2013年のゼリア新薬工業がノジマの子会社ビジネスグランドワークスに委託して行った新人研修後に新入社員が自殺し、労働基準監督署が研修内容に「ひどいいやがらせ、いじめに該当する」ものがあると判断し労災認定するなど、依然として組織開発には問題も見られる。

## フィクション
- 宮部みゆき 『ペテロの葬列』：現代日本が舞台のミステリ小説。企業向けSTのトレーナーという過去を持つ男が、バスジャック事件を起こすところから物語が始まる。作中でトレーナーについて「人を見る目じゃない。ものを見る目だ」「考えてみればそれは当然なんだ。人は教育できる。だが連中が目指すのは教育じゃない。＜改造＞だ。人は改造などできない。改造できるのは＜もの＞だよ」と語られている。